# Eton (Volk)
Die Eton bilden die größte Volksgruppe, die im Departement von Lekié im Kamerun lebt. Ihre Sprache ist das Eton.
Sie bestehen aus mehreren großen Familien, darunter den Abam, den Essele, den Mbokani, den Mendum, den Megnag'ra, den Menjembaha, den Mbog Belua, den Mbog-Namenje, den Ipep, den Essogo, den Ingab, den Bekaha und den Imbembeng. Zu diesen großen Familien, deren Verzweigungen schwer zu erkennen sind, sind die Menguiha oder Menguissa und die Betcheŋe (Batschenga) hinzuzufügen, die allgemein eine Tendenz zur Desolidarisierung der Eton-Gemeinschaft haben. Jede intime Beziehung in den Familien untereinander gilt als inzestuös. Gegeben ist, dass diese Familien in keiner Weise nur durch ihre Namen und ihre Bräuche erkennbar sind.   
Die Eton-Gemeinschaft war Teil der Bevölkerungsgruppe, welche von den deutschen Kolonialherren Jaunde genannt wurde, wobei mit diesem Namen auch die Ewondos, die Bene und die Mvelle bezeichnet wurden. Heute betrachten die Anthropologen die Eton als Teil der Beti-Pahuin-Gruppe. Die Regionen, in denen die Eton lebten, dienten bis zum offiziellen Verbot während der deutschen Kolonialzeit in Deutsch-Kamerun als Sklaven-Quelle für verschiedene europäische Sklavenjäger. Während der deutschen Kolonialperiode war die bedeutendste Beschäftigung der Eton der Kakaoanbau.
Im Gegensatz zu einem Bild, das ihnen seit mehreren Jahrzehnten angehängt wird, bestätigten die Reiseberichterstattungen der Deutschen in der Gegend nördlich von Jaunde die atemberaubende Gastfreundlichkeit der Eton, trotz einiger gemeldeter Angriffe auf Reisekarawanen und Forscher und besonders das in der Nacht durchgeführte Attentat gegen den deutschen Gouverneur von Puttkamer in der Region von Minkama nicht weit entfernt von Obala. Dieses Ereignis ist eines von denen, die den Mythos von der Verwegenheit des Eton-Volkes aufgebaut hat, dass sie sich weder als Gegenspieler noch als potenzielle Gefahr vor den Deutschen zurückziehen würden.